# Bodycheck (Sport)

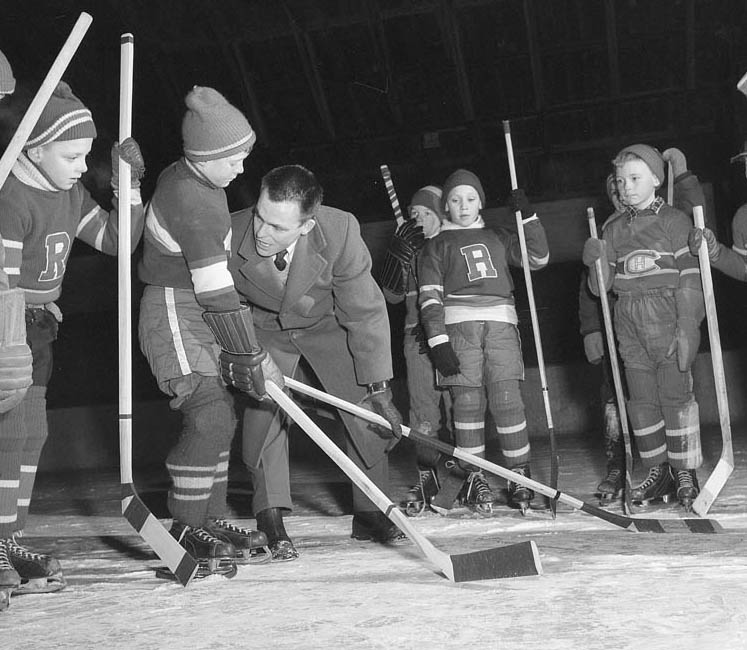
Kanadische Kinder, die den sauberen Bodycheck gelehrt werden

Als Bodycheck bezeichnet man in verschiedenen Sportarten, besonders im Eishockey, einen harten Körpereinsatz eines Spielers gegen einen anderen Spieler. Die Berührungspunkte des Checks sind dabei in der Regel Schulter und Hüfte. Bei normaler Ausführung eines Bodychecks gegen einen Spieler, der sich im Besitz des Pucks befindet, stellt der Bodycheck im Eishockey keine Regelverletzung dar.
42 % aller Verletzungen, die Eishockeyspieler erleiden, resultieren direkt aus einem Bodycheck. Einige Teile der Schulter sind durch die Schutzkleidung relativ gut geschützt; andere Teile nahe Hals und Nacken sind kaum geschützt, wohl um die Beweglichkeit nicht einzuschränken. Nicht selten kommt es dort zu Verletzungen und – trotz Helmes – auch zu Schädel-Hirn-Traumata, die lange Verletzungspausen oder sogar das Karriereende erzwingen bzw. dauerhafte Schäden herbeiführen.

## Regeln des Bodychecks im Eishockey
Ein Bodycheck im Eishockey ist dann regelkonform, wenn folgende Regeln eingehalten werden:
- Der Check darf nur gegen einen Spieler ausgeführt werden, der sich im Besitz des Pucks befindet.
- Ein Angriff von hinten in den Rücken des Spielers ist nicht zulässig.
- Der Check muss – wie in allen anderen Spielszenen auch – ohne den Einsatz von Stock (Crosschecking), Faust, Helm, Knie oder Ellenbogen durchgeführt werden.
- Im Moment des Checks darf der checkende Spieler nicht abspringen. Seine Schlittschuhe müssen die Eisfläche durchgängig berühren.

## Generelles Verbot von Bodychecks
Bodychecks sind für Jugendliche oder Kinder häufig grundsätzlich verboten, da das Verletzungsrisiko zu hoch ist. Genauso sind sie in einigen Ligen von Universitäten verboten.
Im Fraueneishockey sind Bodychecks gemäß den Regeln der International Ice Hockey Federation seit ungefähr dem Jahr 1992 verboten. Hingegen erlauben seit der Saison 2022/23 die Svenska damhockeyligan, die höchste, sowie die Nationella Damhockeyligan, die zweithöchste Spielklasse im schwedischen Fraueneishockey, versuchsweise bestimmte Formen des Bodychecks. Die nordamerikanische Professional Women’s Hockey League folgte in ihrer ersten Spielzeit 2024 diesem Vorbild.